# Владимир Константинович
Влади́мир Константи́нович (1214—1249) — первый удельный князь Углицкий (1218—1249), родоначальник княжеского рода Углицкие (Угличские).
Сын Великого князя Владимирского — князя Константина Всеволодовича, старший внук Всеволода Юрьевича Большое Гнездо. Имел двух братьев, которые после смерти отца получили: князь Василий Константинович Большой — Ростов и князь Всеволод Константинович — Ярославль и является первым удельным князем Ярославским.

## Биография
Родился в 1214 году. В 1230 году вместе с дядей Ярославом Всеволодовичем, ходил на черниговского князя Михаила Всеволодовича В 1238 году участвовал в битве при Сити, после поражения русских войск спасся бегством.
В 1244 году ходил в Орду с великим князем Ярославом Всеволодовичем «про свою отчину», то есть для утверждения ханом в правах на наследственный удел.
Умер в 1249 году во Владимире. Тело князя доставили в Углич и положили в Спасской церкви.

## Семья
В 1232 году женился на дочери князя Ингваря Игоревича Рязанского — Евдокии, имели сыновей последовательно княживших в Угличе:
- Князь Ярослав Владимирович — упоминается только в поколенной росписи из родословной книге М.Г. Спиридова, в поколенной росписи поданной в 1682 году в Палату родословных дел — не упомянут
- Князь Углицкий Андрей Владимирович[2] — бездетный.
- Князь Углицкий Роман Владимирович — бездетный, святой мученик.